# Дискорданција
Дискордантни слојеви су они код којих је дошло до прекида у седиментацији између доњих (старијих) и горњих (млађих) седиментних чланова. Уколико је добро развијена и уочава се на широком простору, онда је реч о регионалној дискорданцији. 
Период времена који је прошао између таложења дискордантних јединица, у току којег није било седиментације, назива се хијатус.
Дискорданције које представљају прекиде седиментације на малом простору, у релативно кратком геолошком времену, називају се локалне дискорданције (дијастеме).
Регионалне дискорданције могу бити ерозионе и тектонско – ерозионе. 
Ерозиона дискорданција представља релативно једноставну појаву дискордантног односа седиментних јединица, где је доња јединица издизањем, без учешћа других тектонских покрета, била изложена ерозији. То значи да је ерозија била најважнији геолошки процес, који се догађао у интервалу између таложења старије и млађе седиментне јединице. 
Тектонско – ерозиона дискорданција је појава међусобних односа седиментних јединица, код којих је старија, после набирања и издизања, била изложена ерозији. С обзиром да се елементи пада доње и горње дискордантне јединице тада разликују, реч је о постојању угловне дискорданције међу њима.
Приликом стварања седиментних стена врши се таложење седиментационог материјала у одређеној средини, током одређеног периода времена. Уколико, приликом таложења седимената није било јачих тектонских покрета, нити издизања седиментационог басена, неће бити ни прекида у седиментацији. У том случају, слојеви седиментних стена стоје нормално распроређени од најстаријег, који је на дну, до најмлађег, који се налази на врху, и за такве слојеве кажемо да су конкордантни (нормални).